# Dactylorhiza wiefelspuetziana
Dactylorhiza wiefelspuetziana är en orkidéart som beskrevs av Daniel Tyteca. Dactylorhiza wiefelspuetziana ingår i Handnyckelsläktet som ingår i familjen orkidéer. Inga underarter finns listade i Catalogue of Life.